# Алєйнов Леонід Андрійович
Леонід Андрійович Алєйнов (нар. 17 березня 1937, тепер Російська Федерація) — український радянський діяч, бригадир робітників очисного вибою шахти «Першотравнева» виробничого об'єднання «Павлоградвугілля» Дніпропетровської області. Депутат Верховної Ради УРСР 9—10-го скликань.

## Біографія
З 1957 року — гірничий майстер.
У 1958—1960 роках — служба в Радянській армії.
У 1960—1964 роках — гірничий майстер, начальник дільниці шахти.
З 1964 року — робітник, бригадир робітників гірничоочисного вибою шахти «Першотравнева» виробничого об'єднання «Павлоградвугілля» Дніпропетровської області.
Член КПРС з 1969 року. Освіта незакінчена вища.
Потім — на пенсії у місті Першотравенську Дніпропетровської області.

## Нагороди
- ордени
- медалі